# Marian Burnett
Marian Joan Burnett (ur. 22 lutego 1976 w Linden) – gujańska lekkoatletka specjalizująca się w biegach średniodystansowych. Srebrna medalistka Igrzysk Panamerykańskich. Dwukrotna olimpijka.
W roku 1999 zdobyła brązowy medal w biegu na 1500 metrów na Mistrzostwach Ameryki Środkowej i Karaibów w lekkoatletyce. W roku 2003 zdobyła srebrny medal w biegu na 800 metrów na igrzyskach panamerykańskich. Dwukrotnie startowała w biegu na 800 metrów na igrzyskach w Atenach i w Pekinie, nie zdobywając jednak żadnych medali. W roku 2007 na Mistrzostwach Ameryki Południowej w Lekkoatletyce zdobyła dwa medale – złoty w biegu na 800 metrów i srebrny na 1500.